# Тонкова, Елена Владимировна
Елена Влади́мировна Тонко́ва (28 мая 1899, Фрайбург, Германия — 12 ноября 1982, Ленинград) — советский скульптор, член Союза художников СССР.

## Биография
Родилась 28 мая 1899 года (по другим данным, 15 мая 1899 года) в семье русского и советского ученого, генерал-лейтенанта медицинской службы, академика Академии медицинских наук СССР Владимира Николаевича Тонкова. Образование получила во Всероссийской академии художеств на скульптурном факультете (1921—1925 годы, дипломная работа — «Группа мальчиков»). До этого в 1919 году училась в Институте фотографии и фототехники в классе рисунка у Н. Н. Купреянова.
Работала скульптором Этнографического отдела Русского Музея.
В январе 1933 года была арестована по обвинению в деятельности контрреволюционной организации, но в скором времени отпущена под подписку о невыезде до суда. Постановлением ПП ОГПУ в ЛВО (б. д.) дело прекращено за отсутствием состава преступления.
Пережила блокаду Ленинграда.
Умерла 12 ноября 1982 года.
Похоронена на Богословском кладбище.

## Работы
- Бюст академика В. Н. Тонкова в Военно-медицинском музее (г. Санкт-Петербург).
- Бюст академика В. Н. Тонкова на его могиле на Богословском кладбище.
- Бронзовый бюст академика Генриха Графтио, установленный в городе Волхов к 30-летию пуска Волховской ГЭС (возле её клуба)[7][8].
- Мраморный бюст Генриха Графтио в машинном зале Волховской ГЭС[8].
- Скульптурные композиции («Мальчик с петухами»), графические работы мастера (копии фресок) включены в собрание Русского музея[9].
- Бюст генерала медицинской службы Семёна Гирголава в Военно-медицинском музее[10].
- Бронзовый бюст Семёна Гирголава на его могиле на Богословском кладбище был похищен в 2000 году[11].